# Alain Decortes
Alain Decortes est un auteur français de romans policiers né à Sainte-Colombe le 28 septembre 1952.

## Biographie
Il passe son enfance à Condrieu au bord du Rhône dans le quartier du Petit Port, puis à l’Île des Pêcheurs.
En 2011, faute de trouver une pièce avec le bon nombre de personnages pour sa troupe de théâtre amateur, il écrit une pièce de boulevard L’Auberge de la vérité, puis une autre Ça s’emballe chez Meunier-Tudor. En 2015, il écrit et publie Les Disparues du festival, un roman policier dont l’action se déroule à Condrieu dans le cadre d’un festival de théâtre amateur.
Une publication d'abord régionale, une participation réussie au Salon Sang d’Encre et sa passion grandissante pour l’écriture lui donne des ailes. Il récidive en 2018 avec Suriname Connexion, et en 2019 avec Les Ailes noires du Goéland.
En 2020, avec son quatrième roman, Mémoire de glace, il quitte l'autoédition pour l'édition à compte d'éditeur aux Éditions du Loir.
En mars et avril 2020, pendant le confinement dû au coronavirus, il publie quotidiennement un roman-feuilleton sur les réseaux sociaux, Le Prisonnier de l'ile aux pécheurs qui sera publié sous forme de roman en juillet 2020. , puis ce sera le tour de Chambre 25 (2021), de Rédemptions (2022), de Un jour, il faut payer... (2023) et de Ce qu'ont dit les loups (2024).
À l’occasion de la fête de Condrieu, il écrit en 2019 pour une troupe d’adolescents L’incroyable histoire de Mademoiselle de Vernon, une pièce librement inspirée de l’histoire locale du village.
Après avoir écrit une dizaine de romans policiers, Alain Decortes décide à partir de 2024 d'explorer un nouveau genre de littérature: la New romance. Il publie la série Manon au Cap sous le nom d'auteur Jean Arec.

### Théâtre
- 2011 : L'Auberge de la vérité
- 2015 : Ça s’emballe chez Meunier-Tudor
- 2019 : L'incroyable histoire de Mademoiselle de Vernon

### Romans policiers
sous son propre nom Alain Decortes :
- 2017 : Les Disparues du festival, Éditions 7,
- 2018 : Suriname Connexion, Éditions 7,  (ISBN 978-236192-048-7)
- 2019 : Les Ailes noires du goéland, Éditions 7,  (ISBN 978-2-36192-065-4)
- 2020 : Mémoire de glace, Les Éditions du Loir,  (ISBN 979-10-94543-24-5)
- 2020 : Le Prisonnier de l'ile aux pécheurs, Les Éditions du Loir,  (ISBN 979-10-94543-29-0)
- 2021 ; Chambre 25, Les Éditions du Loir  (ISBN 979-10-94543-48-1)
- 2022 ; Suriname connexion, Les Éditions du Loir  (ISBN 979-10-94543-77-1)
- 2022 ; Rédemptions, Les Éditions du Loir  (ISBN 979-10-94543-86-3)
- 2022 ; Rédemptions, (2e édition) N'CO Éditions   (ISBN 978-2-490325-70-2)
- 2023 ; Un jour, il faut payer..., N'CO Éditions   (ISBN 978-2-490325-89-4)
- 2024 ; Ce qu'ont dit les loups, N'CO Éditions   (ISBN 978-2-494781-31-3)

### New romance
sous le nom d'auteur Jean Arec :
- 2023 ; Manon au Cap - Initiations, Auto-édition   (ISBN 979-8-871621-42-4)
- 2024 ; Manon au Cap - Révélations, Auto-édition   (ISBN 979-8-329100-29-7)
- 2025 ; Manon au Cap - Jeux de dames à Bora-Bora, Auto-édition   (ISBN 979-8-309090-67-9)